# Забор (Псковская область)
Забор — деревня на северо-западе Бежаницкого района Псковской области.  Входит в состав сельского поселения Ашевское.
Расположена в 38 км к северо-западу от райцентра Бежаницы и в 5 км к северо-западу от деревни Ублиска.
Численность населения деревни составляет 23 жителя (2000 год).
До 3 июня 2010 года деревня входила в состав ныне упразднённой Ново-Кузнецовской волости с центром в д. Ублиска.